# Amerang
Amerang es un municipio situado en el distrito de Rosenheim, en el estado federado de Baviera (Alemania), con una población a finales de 2016 de unos 3707 habitantes.
Se encuentra ubicado al sur del estado, en la región de Alta Baviera, cerca de la frontera con Austria y de la orilla del río Eno —un afluente derecho del Danubio—.